# Ateles chamek
O macaco-aranha-peruano (Ateles chamek) é uma espécie de primata do Novo Mundo encontrado no Brasil, Peru e Bolívia. Possui pelagem totalmente negra com comprimento entre 45 e 75 mm.